# Reda Kateb
Reta Kateb (Ivry-sur-Seine, 27 juli 1977) is een Frans acteur.

## Biografie
Reta Kateb is de zoon van Malek-Eddine Kateb, een theateracteur van Algerijnse afkomst die emigreerde naar Frankrijk. Hij begon zijn carrière in 2008 in de televisieserie Engrenages en speelde in 2009 in zijn eerste speelfilm Un prophète. Voor zijn rol van Abdel in de film Hippocrate uit 2014 ontving hij de César voor beste mannelijke bijrol.

## Filmografie

### Films
- 2009 - Un prophète (Jacques Audiard)
- 2009 - Qu'un seul tienne et les autres suivront (Léa Fehner)
- 2010 - Pieds nus sur les limaces (Fabienne Berthaud)
- 2012 - À moi seule (Frédéric Videau)
- 2012 - Trois mondes (Catherine Corsini)
- 2012 - Zero Dark Thirty (Kathryn Bigelow)
- 2013 - Une histoire d'amour (Hélène Fillières)
- 2013 - Le monde nous appartient (Stephan Streker)
- 2013 - Chroniques d'une cour de récré (Brahim Fritah)
- 2013 - Les Petits Princes (Vianney Lebasque)
- 2013 - Le jour attendra (Edgar Marie)
- 2013 - Gare du Nord (Claire Simon)
- 2013 - Les Garçons et Guillaume, à table! (Guillaume Gallienne)
- 2014 - Hippocrate (Thomas Lilti)
- 2014 - Qui vive (Marianne Tardieu)
- 2014 - Lost River (Ryan Gosling)
- 2015 - Loin des hommes (David Oelhoffen)
- 2015 - La Résistance de l'air (Fred Grivois)
- 2015 - L'Astragale (Brigitte Sy)
- 2015 - Les Chevaliers blancs (Joachim Lafosse)
- 2016 - Les Beaux jours d'Aranjuez (Wim Wenders)
- 2016 - Les Derniers Parisiens (Hamé en Ekoué)
- 2016 - Arrêtez-moi là (Gilles Bannier)
- 2017 - Django (Étienne Comar)
- 2017 - Submergence (Wim Wenders)
- 2018 - Frères ennemis (David Oelhoffen)
- 2018 - L'Amour flou (Romane Bohringer en Philippe Rebbot)
- 2018 - La Grande Noirceur (Maxime Giroux)
- 2019 - Le Chant du loup (Antonin Baudry)
- 2019 - Hors Normes (Éric Toledano en Olivier Nakache)
- 2021 - Les Promesses (Thomas Kruithof)
- 2022 - Nos frangins (Rachid Bouchareb)

### Televisie
- 2008 - Engrenages
- 2010 - Mafiosa, le clan
- 2011 - 1, 2, 3, voleurs
- 2011 - De l'encre
- 2012 - L'Île au trésor (Treasure Island)

## Prijzen en nominaties

### Prijzen (selectie)
- 2015 - César voor beste mannelijke bijrol voor Hippocrate
- 2015 - Patrick Dewaereprijs

### Nominaties (selectie)
- 2018 - César voor beste acteur voor Django
- 2020 - César voor beste acteur voor Hors Normes